# Potențial zeta

Diagramă indicând potențialul zeta: reprezentarea grafică a diferenței de potențial în funcție de distanța față de suprafața încărcată electric a unei particule suspendate într-un mediu de dispersie

Potențialul zeta (sau  potențialul ζ) este potențialul electrocinetic care apare în dispersiile coloidale. Unitatea de măsură este voltul (V), cel mai frecvent fiind utilizat milivoltul (mV). Din punct de vedere teoretic, potențialul zeta exprimă o diferență de potențial electric dintre sarcina electrică la nivelul suprafeței unei particule solide din dispersie și sarcina stratului electric difuz.